# Big Otter (Virginia Occidental)
Big Otter es un área no incorporada ubicada dentro del Distrito A, una división civil menor del condado de Clay (Virginia Occidental), Estados Unidos. Está catalogada como un asentamiento humano por la Junta de Nombres Geográficos de los Estados Unidos.
El número de identificación (ID) asignado por el Servicio Geológico de Estados Unidos es 1535890.

## Geografía
Se encuentra a una altitud de 266 m s. n. m. (873 pies) según el conjunto de datos de elevación nacional.